# 理查·波爾
理查·默思·波爾（英語：Richard Mauze Burr；1955年11月30日—），是一位美國共和黨政治人物，2005年-2023年任北卡羅萊納州聯邦參議院議員。此前他曾是美國眾議院北卡羅萊納州第一國會選區代表議員，從政前在私人企業卡斯韋爾配電公司工作達十七年。
2020年5月14日，因涉嫌在2019冠狀病毒病疫情期间通过内部消息抛售股票受到美国联邦调查局调查，理查德·伯尔决定暂时辞去美国参议院情报委员会主席职务。
在2021年2月13日第二次彈劾前總統特朗普，他是七名共和黨的參議員彈劾前總統特朗普其中一位。

## 延伸閱讀
- Background and collected news at The Washington Post
- 美國國會國家人物傳記大辭典中的傳記
- 由華盛頓郵報維護的投票記錄
- 智慧投票计划中的傳記、投票紀錄及利益集團評級
- Congressional profile at GovTrack
- Congressional profile at OpenCongress
- Issue positions and quotes at On the Issues
- Financial information at OpenSecrets.org
- Staff salaries, trips and personal finance at LegiStorm.com
- 聯邦選舉委員會中的競選財務報告和數據
- Appearances on C-SPAN programs
- 網路電影資料庫上的亮相頁面
- Profile at Ballotpedia
- Profile at The News & Observer

## 外部連結
- 理查·波爾 （页面存档备份，存于）參議院官方網站
- 理查·波爾參議員競選網站 （页面存档备份，存于）
- 中的“理查·波爾”
- C-SPAN內的頁面（英文）

| 美国众议院               | 美国众议院                                                                             | 美国众议院                 |
| ------------------------ | -------------------------------------------------------------------------------------- | -------------------------- |
| 前任者： 斯蒂芬·尼爾     | 北卡羅萊納州第五國會選區 眾議院議員 1995年－2005年                                     | 繼任者： 弗吉尼亞·福克斯   |
| 政党职务                 |                                                                                        |                            |
| 前任者： 勞克·費爾克洛思 | 美國參議員北卡羅萊納州共和黨被提名人 （第3類） 2004年、2010年、2016年                  | 繼任者： 泰德·巴德         |
| 前任者： 約翰·圖恩       | 参议院共和党首席副鞭 2009年–2013年                                                     | 繼任者： 麥克·柯瑞柏       |
| 美国参议院               |                                                                                        |                            |
| 前任者： 约翰·爱德华兹   | 北卡羅萊納州第3類參議員 2005年－2023年 與伊莉莎白·多勒 → 凱·黑根 → 汤姆·蒂利斯同時在任 | 繼任者： 泰德·巴德         |
| 前任者： 拉里·克萊格     | 参议院退伍军人事务委员会副主席 2007年–2015年                                           | 繼任者： 理查德·布魯門薩爾 |
| 前任者： 黛安·范士丹     | 参议院情报委员会主席 2015年–2020年                                                     | 繼任者： 馬可·魯比奧 代理  |
| 前任者： 派蒂·莫瑞       | 參議院健康委員會副主席 2021年–2023年                                                   | 繼任者： 比爾·卡西迪       |